# 井川雨畑林道

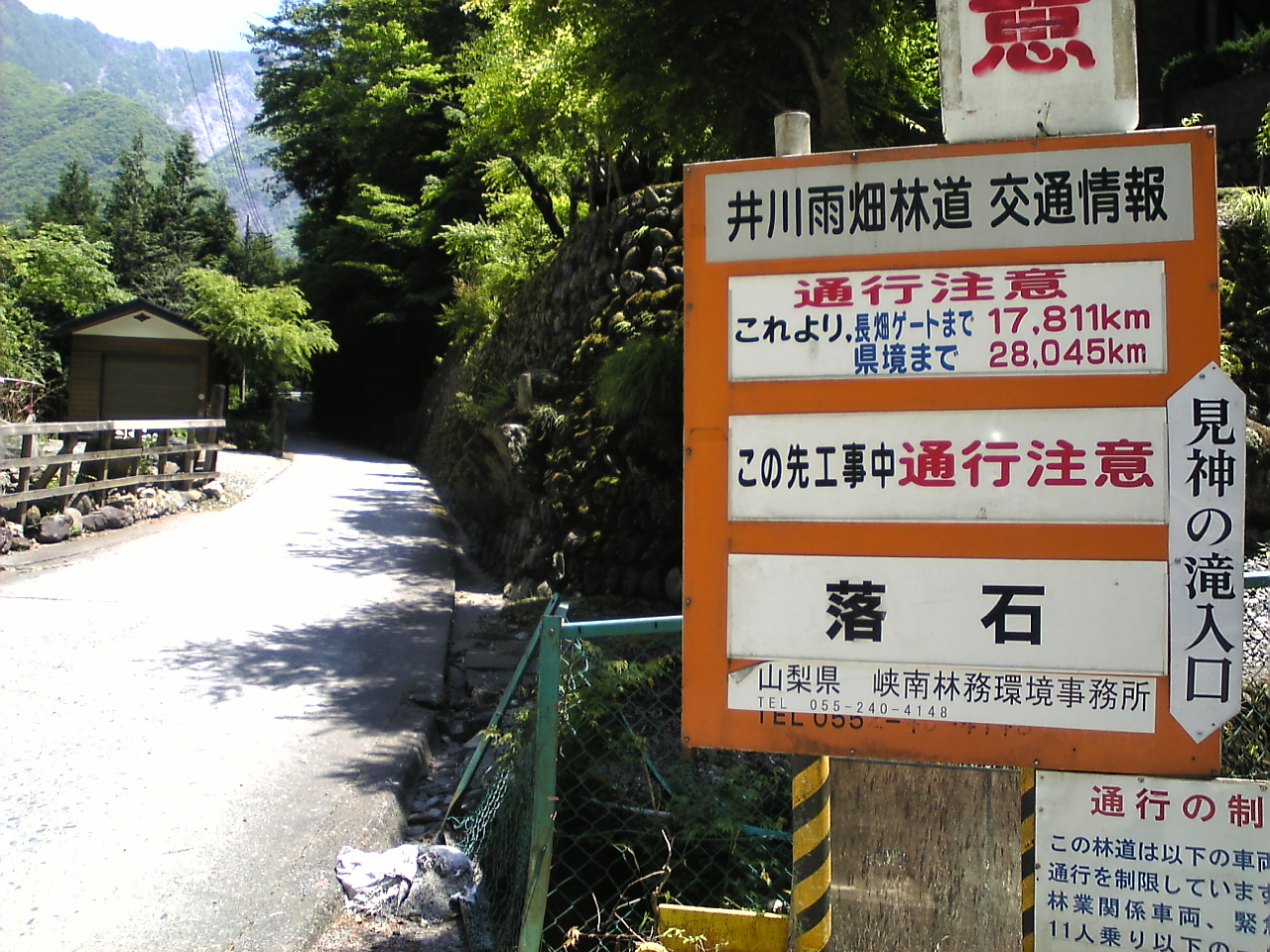
山梨県側の起点（2010年6月）

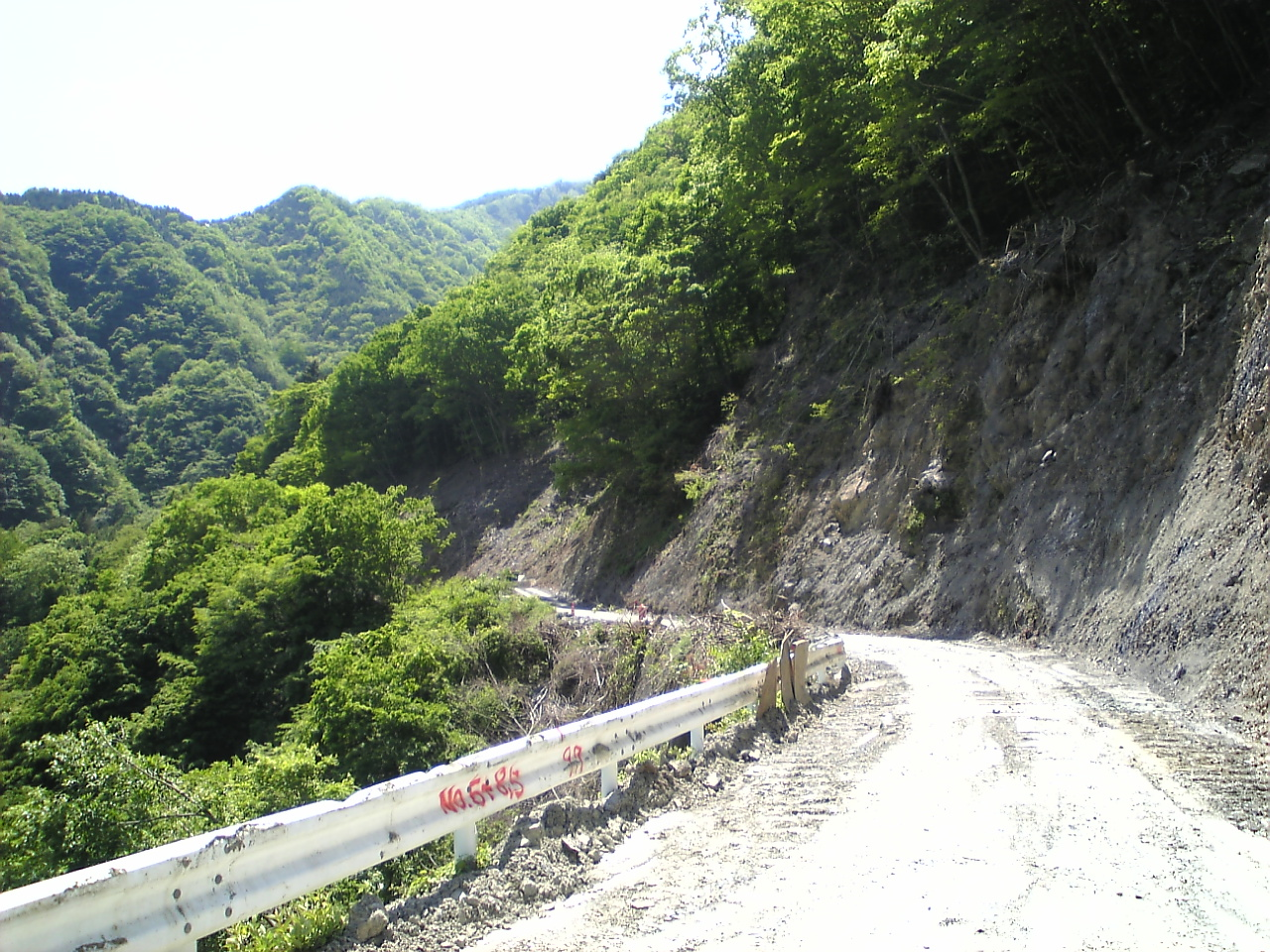
最後の未舗装区間（2010年6月）

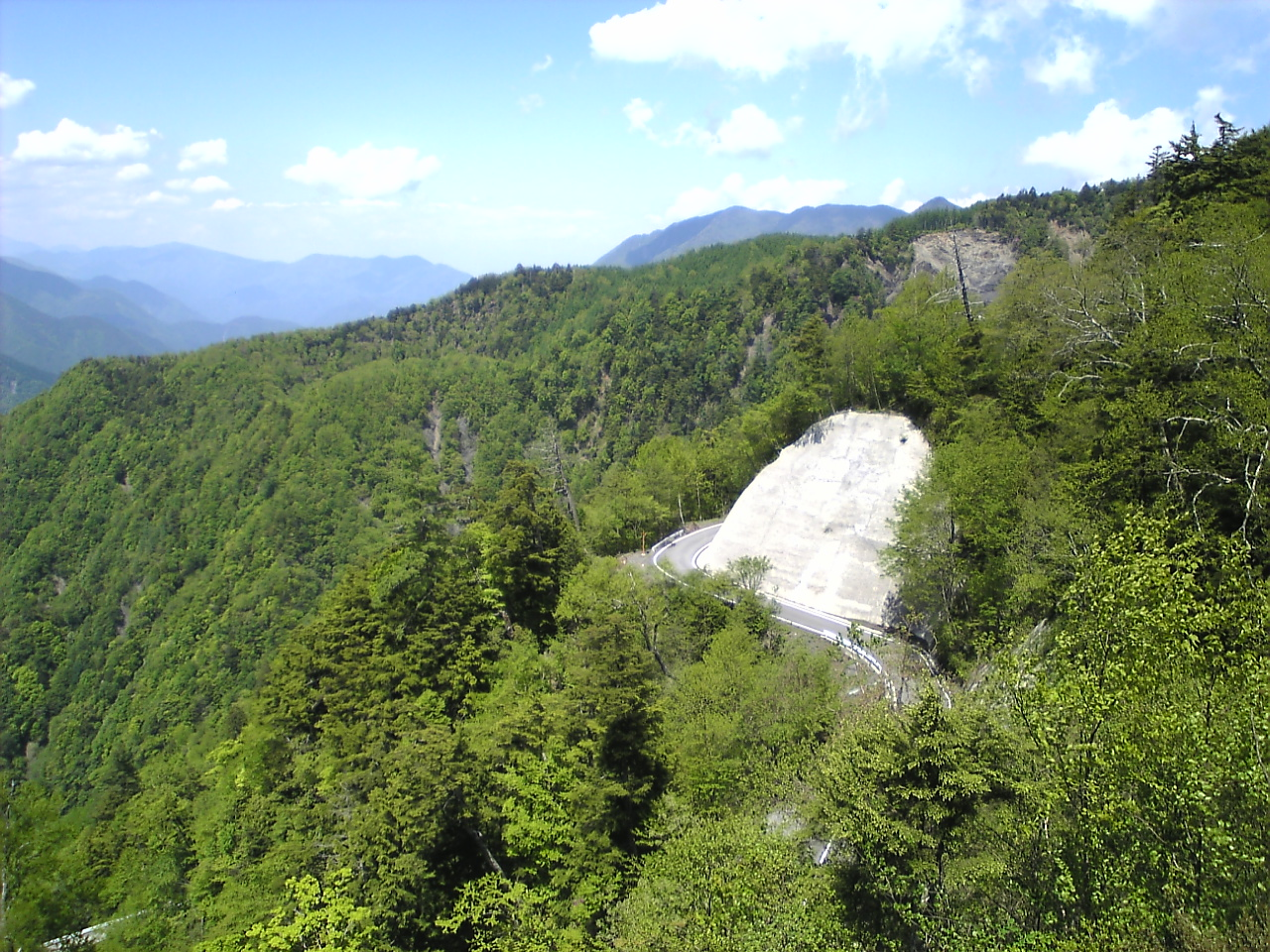
山伏峠付近（2010年6月）

井川雨畑林道（いかわあめはたりんどう）は、山梨県南巨摩郡早川町雨畑から静岡県静岡市葵区小河内までを結ぶ林道である。山梨県・峡南林務環境事務所および静岡市・商工部が管理する。
総延長約44kmであり、林道としては長大な部類に入る。山梨県側からは雨畑川を、静岡県側からは小河内川を遡るかたちで、頂上部の山伏峠で赤石山脈の白峰南嶺を越える。峠は山伏のやや西方に位置し、登山道へのアクセスも良い。
2000年代後半までは未舗装区間が多かったが、2010年現在ではほぼ全線の舗装化を終えている。しかし糸魚川静岡構造線付近のため地質が非常に脆く、峠の前後を除いた区間は比較的荒れており、たびたびがけ崩れ等によって通行止となる。高地であって冬季通行止め期間も長いことと併せ、集落より上流では通年閉鎖と大差ない状況が続いており2020年前後では峠を越えての行き来はできない（外部リンクの通行規制情報を参照）。
山梨県側は雨畑湖上流の見神の滝付近が起点（県道810号雨畑大島線に接続）となり、一部区間は稲又森林鉄道（1964年廃止）の軌道跡を転用している。静岡県側は小河内集落付近にて終点となり、市道を挟んで大井川を越えた後、県道60号南アルプス公園線に接続する。

## 接続路線
- 山梨県道810号雨畑大島線（山梨県側）
- 静岡県道60号南アルプス公園線（静岡県側、市道を挟む）